# Ölken
Ölken ist ein Wohnplatz und Industriestandort in Schalksmühle im Märkischen Kreis im Regierungsbezirk Arnsberg in Nordrhein-Westfalen (Deutschland).

## Lage und Beschreibung
Ölken liegt nördlich vom Schalksmühler Ortskern im Volmetal auf beiden Seiten des Flusses südlich des größeren Ortsteils Dahlerbrück. Weitere Nachbarorte sind Am Hagen, Ufer, Asenbach, Ober-, Mittel- und Niederreeswinkel, Im Dahl, Huxardt, Glör, Linscheid, Ohlerberg und Flaßkamp.
Der Ort ist über eine Verbindungsstraße zwischen Schalksmühle und Dahlerbrück, bzw. über die Bundesstraße 54 erreichbar. Die Bahnstrecke Hagen–Dieringhausen durchquert den Ort.

## Geschichte
Das der Gloerfelder Bauerschaft des Kirchspiels Halver angehörige Ölken wurde erstmals 1770 urkundlich erwähnt, die Entstehungszeit der Siedlung wird aber für den Zeitraum zwischen 1700 und 1750 vermutet. Ölken ist ein Abspliss von Dahlerbrück. Das Hammerwerk am Ort, der Ölkes oder auch Platten Hammer wurde wohl um 1758 errichtet, fand aber erst 1804 Eingang in die amtlichen Verzeichnisse. Der später entstandene Teil von Ölken auf der anderen Seite (östlich) der Volme gehörte anfangs der Wester Bauerschaft im Kirchspiel Hülscheid an.

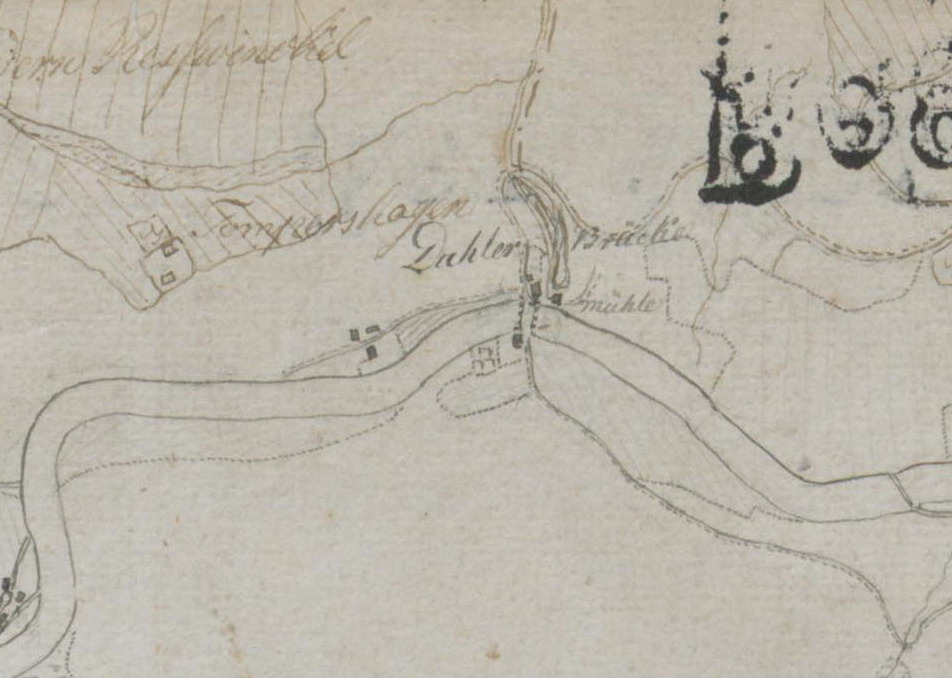
Karte der Ölker Hammerwerke bei Dahlerbrück um 1795. Zu dieser Zeit existierte der Ortsbereich Ölkens östlich der Volme noch nicht.

Im Rahmen der kommunalen Neuordnung im Großherzogtum Berg wurden 1808 neue Gebietskörperschaften geschaffen, darunter die amtsangehörigen Gemeinden Halver und Hülscheid im Landkreis Altena. Als Grenze der Gemeinden wurde im Bereich von Ölken die Volme bestimmt. Daraus ergab sich, dass der Ort, der Gebäude auf allen Seiten der Volme besaß, auf dem Gebiet der beiden oben genannten Gemeinden lag.
1818 lebten vier Einwohner im Hülscheider Teilort. 1838 gehörte das Hülscheider Ölken als Kotten der Wester Bauerschaft innerhalb der Bürgermeisterei Halver an.
Die laut der Ortschafts- und Entfernungs-Tabelle des Regierungs-Bezirks Arnsberg als Kotten kategorisierter Hülscheider Teilort besaß zu dieser Zeit ein Wohnhaus und drei landwirtschaftliche Gebäude. Zu dieser Zeit lebten sechs Einwohner im Ort, allesamt evangelischen Glaubens.
Bereits 1844 wurde aber die Gemeinde Hülscheid mit dem östlichen Teilort von Dahlerbrück von dem Amt Halver abgespaltet und dem neu gegründeten Amt Lüdenscheid zugewiesen und der Ort lag nun nicht nur in zwei verschiedenen Gemeinden, sondern auch in zwei verschiedenen Ämtern. Die Gemeinde- und Gutbezirksstatistik der Provinz Westfalen führt 1871 Ölken als Hülscheider Kotten mit einem Wohnhaus und sechs Einwohnern auf.
Der Ort ist auf der Preußischen Uraufnahme von 1840 als Oelke verzeichnet. Ab der Preußischen Neuaufnahme von 1892 ist der Ort auf Messtischblättern der TK25 als Ölken verzeichnet.
Das Gemeindelexikon für die Provinz Westfalen von 1887 gibt für den Hülscheider Teilort eine Zahl von 25 Einwohnern an, die in zwei Wohnhäusern lebten. In den 1870/80er Jahren wurde durch den Ort die Bahnstrecke Hagen–Dieringhausen trassiert.
1895 besitzt der Ort drei Wohnhäuser mit 18 Einwohnern, 1905 werden vier Wohnhäuser und 20 Einwohner angegeben. Am 1. Oktober 1912 wurde der zu Halver gehörende Bereich um den Ort aus der Gemeinde Halver ausgegliedert und der neu gegründeten Gemeinde Schalksmühle zugewiesen.
Mit Wirkung vom 1. Januar 1969 wurden die Gemeinden Hülscheid und Schalksmühle (damals Amt Halver) im Zuge einer Gebietsreform zur neuen Einheitsgemeinde Schalksmühle zusammengefasst.